# Rhinolophus acuminatus
Rhinolophus acuminatus is een vleermuis uit het geslacht echte hoefijzerneuzen (Rhinolophus) die voorkomt van Myanmar en Laos tot de zuidwestelijke Filipijnen, Borneo en Lombok. In de Filipijnen is deze vleermuis gevonden op Palawan, Balabac en Busanga. Deze soort komt voor in verschillende soorten laaglandregenwoud en in bamboebossen. Op Palawan komt de soort vrij algemeen voor. Het dier is daar enkele malen in grotten gevangen. In Myanmar zijn enkele kolonies gevonden in gebouwen.
R. acuminatus is een grote hoefijzerneus met een kort scheenbeen en een korte, brede schedel. In Myanmar komen twee verschillende kleurfases voor, een grijze en een oranjebruine. In Myanmar bedraagt de kop-romplengte 48 tot 52 mm, de staartlengte 23 tot 26 mm, de achtervoetlengte 9,3 tot 10,3 mm, de tibialengte 20,8 tot 22,2 mm, de voorarmlengte 45,6 tot 48,7 mm en de oorlengte 18,1 tot 21,0 mm. Op Palawan bedraagt de voorarmlengte 46,39 tot 48,1 mm.